# Waldmark
Die Waldmark war ein historisches Gebiet zwischen der Moldau und der Steinernen Mühl im heutigen Mühlviertel in Oberösterreich.
Im Jahr 1113 wurde in einer Urkunde des Passauer Bischofs die Moldau als Grenzfluss zwischen Altbaiern und Böhmen festgelegt. Das Waldgebiet zwischen der Moldau, der Steinernen Mühl im Osten und der Großen Mühl im Westen wurde als Waldmark bezeichnet und war bayrisches Gebiet. Die Waldmark umfasste damals den ganzen Böhmerwaldkamm mit seinen nördlichen und südlichen Abhängen. Der Name Waldmark wurde um 1100 im Zuge der Rodungen erstmals erwähnt.
1255 wurde die Grenze unter Ottokar II. zwischen Böhmen und dem nunmehrigen (Ober)Österreich neu festgelegt. Die Grenze wurde auf den Böhmerwaldkamm verschoben, dadurch kam rund die Hälfte der Waldmark, das gesamte Gebiet nördlich des Kamms, an Böhmen. Die damals festgelegte Grenze ist heute die Grenze zwischen den Staaten Österreich und Tschechien.
Heute bezeichnen sich die drei Gemeinden Afiesl, Sankt Stefan am Walde und Schönegg als Waldmark-Gemeinden. Sie haben auch einen gemeinsamen Sportverein namens TSU Waldmark gegründet.